# 2018 en Saskatchewan
Chronologie de la Saskatchewan
- 2014
- 2015
- 2016
- 2017
- 2018
- 2019
- 2020
- 2021
- 2022

Cette page concerne des événements d'actualité qui se sont produits durant l'année 2018 dans la province canadienne de la Saskatchewan.

## Politique
- Premier ministre : Brad Wall (Parti saskatchewanais) puis Scott Moe
- Chef de l'Opposition :
- Lieutenant-gouverneur : Vaughn Solomon Schofield puis Thomas Molloy
- Législature :

## Événements

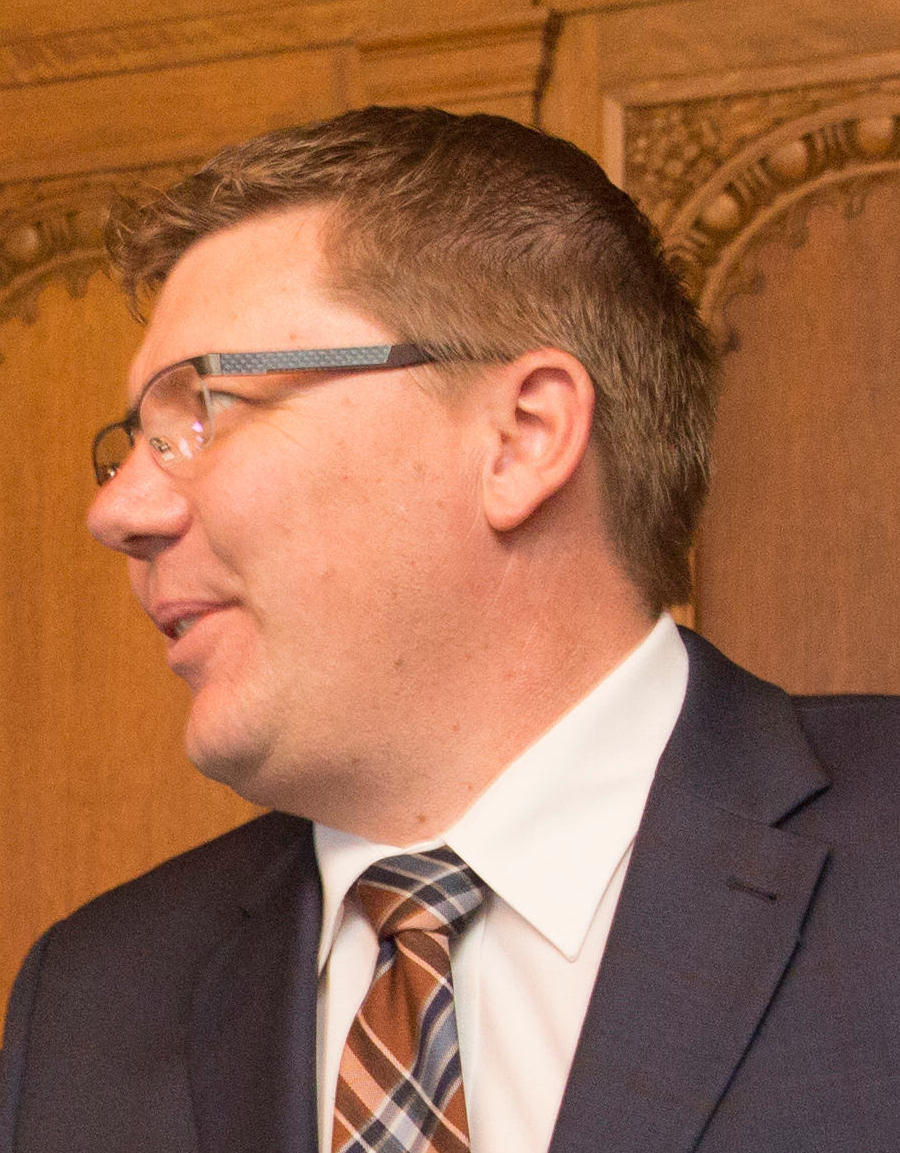
Scott Moe

- 2 février : Scott Moe devient premier ministre de la province

## Décès
- 4 juillet : Carmen Campagne (née à Willow Bunch) est une auteure-compositrice-interprète canadienne originaire de la Saskatchewan. Elle est surtout connue pour ses œuvres adressées aux enfants dont la populaire chanson La Vache.